# Osaka Challenger 2002
L'Osaka Challenger 2002 è stato un torneo di tennis facente parte della categoria ATP Challenger Series nell'ambito dell'ATP Challenger Series 2002. Il torneo si è giocato a Osaka in Giappone dall'11 al 17 marzo 2002 su campi in cemento.

## Vincitori

### Singolare
Takao Suzuki ha battuto in finale  Björn Phau con il punteggio di 5–7, 6–2, 7–6(4)

### Doppio
Karol Beck /  Cédric Kauffmann hanno battuto in finale  Laurence Tieleman /  John van Lottum con il punteggio di 7–5, 6–1